# Джей-Ей-Ей-Ар-Ес (Північна Кароліна)
Джей-Ей-Ей-Ар-Ес (англ. JAARS) — переписна місцевість (CDP) в США, в окрузі Юніон штату Північна Кароліна. Населення — 471 особа (2020).

## Географія
Джей-Ей-Ей-Ар-Ес розташований за координатами 34°51′45″ пн. ш. 80°45′0″ зх. д. / 34.86250° пн. ш. 80.75000° зх. д. (34.862618, -80.749925).  За даними Бюро перепису населення США в 2010 році переписна місцевість мала площу 2,24 км², з яких 2,23 км² — суходіл та 0,01 км² — водойми.

## Демографія
Згідно з переписом 2010 року, у переписній місцевості мешкало 597 осіб у 153 домогосподарствах у складі 124 родин. Густота населення становила 267 осіб/км².  Було 177 помешкань (79/км²).
Расовий склад населення:
| - 97,2 % — білих - 1,5 % — чорних або афроамериканців - 0,3 % — вихідців з тихоокеанських островів - 0,2 % — азіатів |

До двох чи більше рас належало 0,3 %. Частка іспаномовних становила 1,2 % від усіх жителів.
За віковим діапазоном населення розподілялося таким чином: 27,8 % — особи молодші 18 років, 53,3 % — особи у віці 18—64 років, 18,9 % — особи у віці 65 років та старші. Медіана віку мешканця становила 43,5 року. На 100 осіб жіночої статі у переписній місцевості припадало 90,1 чоловіків;  на 100 жінок у віці від 18 років та старших — 85,0 чоловіків також старших 18 років.
Середній дохід на одне домашнє господарство  становив 44 979 доларів США (медіана — 49 148), а середній дохід на одну сім'ю — 40 748 доларів (медіана — 48 523). За межею бідності перебувало 23,0 % осіб, у тому числі 43,6 % дітей у віці до 18 років та 0,0 % осіб у віці 65 років та старших.
Цивільне працевлаштоване населення становило 141 особа. Основні галузі зайнятості: транспорт — 15,6 %, науковці, спеціалісти, менеджери — 8,5 %, освіта, охорона здоров'я та соціальна допомога — 6,4 %, роздрібна торгівля — 5,0 %.